# جائزة إسبانيا الكبرى 2016
جائزة إسبانيا الكبرى 2016 هو سباق فورمولا 1 أقيم بتاريخ 15 مايو 2016 في حلبة دي كاتلونيا، مونتميلو، إسبانيا. كان الخامس من أصل 21 في بطولة العالم لسباقات الفورمولا واحد موسم 2016. حلّ الهولندي ماكس فيرستابين أولا بينما جاء الفنلندي كيمي رايكونن في المركز الثاني وحصل على المركز الثالث الألماني سباستيان فيتل. بلغ الحضور 165,025.

## الترتيب النهائي
|         | الترتيب | السائق        | النقاط |
| ------- | ------- | ------------- | ------ |
|         | 1       | نيكو روسبيرغ  | 100    |
| 1       | 2       | كيمي رايكونن  | 61     |
| 1       | 3       | لويس هاملتون  | 57     |
| 1       | 4       | سباستيان فيتل | 48     |
| 1       | 5       | دانيل ريكاردو | 48     |
| المصدر: |         |               |        |